# Zuidplein
Zuidplein è una stazione della linea D e della linea E della metropolitana di Rotterdam situata nella zona meridionale di Rotterdam, inaugurata nel 1968.
Si tratta di una stazione passante di superficie e rappresenta uno dei principali capolinea delle linee di superficie.
Nei dintorni della stazione sono presenti un centro commerciale e l'Ahoy Rotterdam.

## Storia
La stazione fu inaugurata il 9 febbraio 1968 come capolinea della linea noord-zuidlijn (nord-sud). La stazione rimase tale fino al 25 novembre 1970, quando fu inaugurata la stazione di Slinge.
Il 6 marzo 1989 presso la stazione si è consumato un triplice omicidio seguito da un tentato omicidio nel marzo 2007.